# SN 1997as
SN 1997as – supernowa typu Ia odkryta 8 marca 1997 roku w galaktyce A082409-0048. W momencie odkrycia miała maksymalną jasność 22,10m.